# 63 км (колійний пост)
63 кіломе́тр — залізничний колійний пост Дніпровської дирекції Придніпровської залізниці на електрифікованій лінії Самар-Дніпровський — Воскобійня між станціями Балівка (11 км) та Воскобійня (7 км). Розташований у західній околиці міста Кам'янське (місцевість Романкове), Дніпровському районі Дніпропетровської області.

## Пасажирське сполучення
Станом на лютий 2020 року пасажирське приміське сполучення по зупинному пункту Платформа 63 км відсутнє.